# Dmitrij Masłow
Dmitrij Masłow (ur. 1901, zm. 1983) - były rosyjski/radziecki piłkarz, grający na pozycji napastnika.
Zawodnik moskiewskich drużyn RGO, Krasnaja Priesnia i Dinamo.